# Comarque Antequera
La Comarque de Antequera est l’une des 9 comarques de la province de Malaga (communauté autonome d’Andalousie), dans le sud de l’Espagne.

## Communes
Liste de communes appartenant à la comarque de Antequera de la province de Malaga (Espagne) : 
- Alameda (Espagne)
- Antequera
- Casabermeja
- Fuente de Piedra
- Humilladero
- Mollina
- Villanueva de la Concepción